# Thomasstift

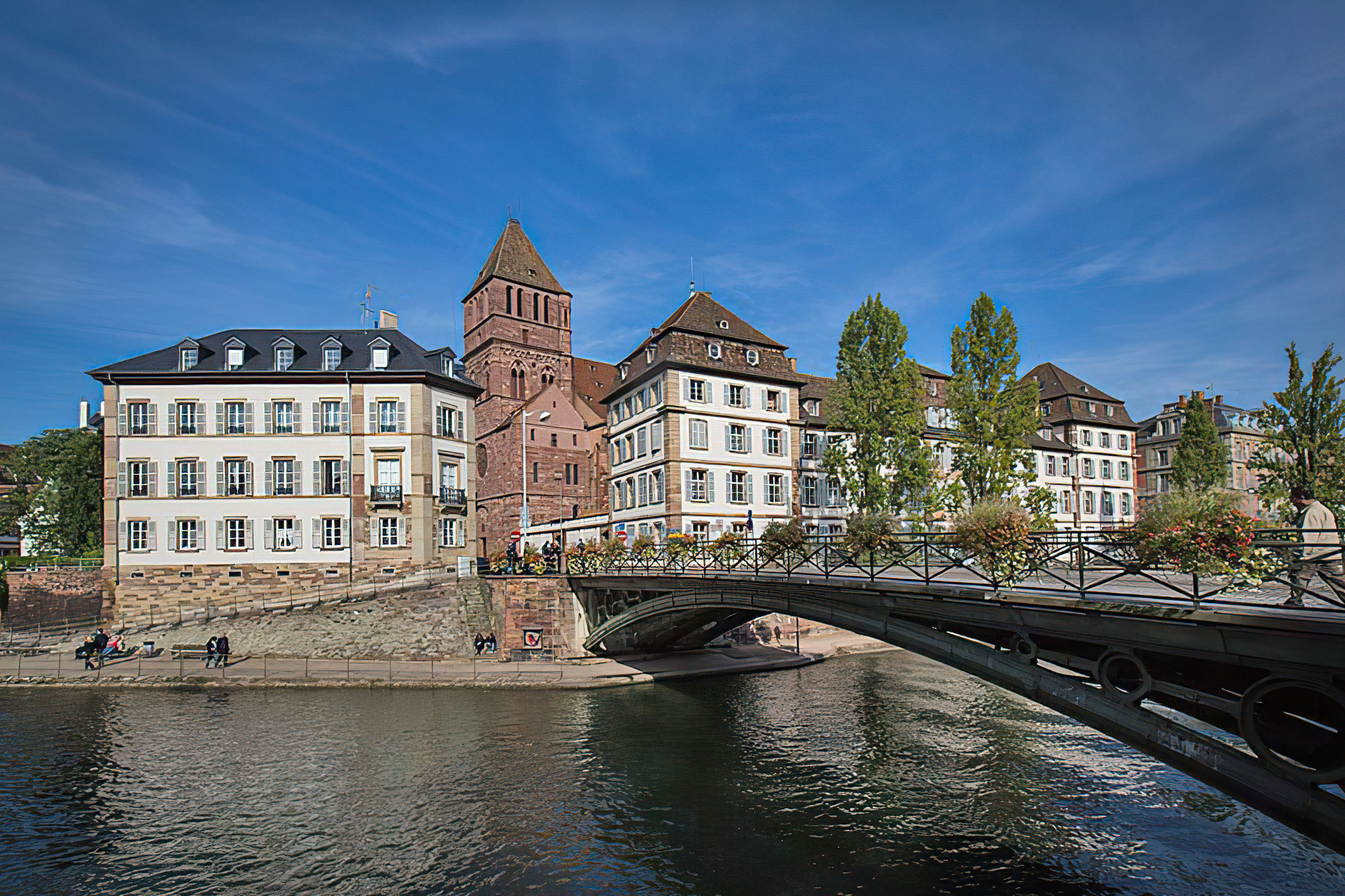
Thomaskirche und altes Seminargebäude des Thomasstifts in Straßburg

Das Thomasstift (Französisch: Chapitre de Saint-Thomas) in Straßburg gilt als die älteste protestantische Institution und das einzige lutherische Stift in Frankreich. Die Einrichtung blieb auch nach der Reformation 1524 in ihrer überkommenen Rechtsform, aber als Einrichtung der lutherischen Kirche bestehen. Seit dem 16. Jahrhundert finanziert das Thomasstift überwiegend Bildungseinrichtungen. In seiner heutigen Form basiert es auf einer Neuorganisation im 19. Jahrhundert.

## Geschichte

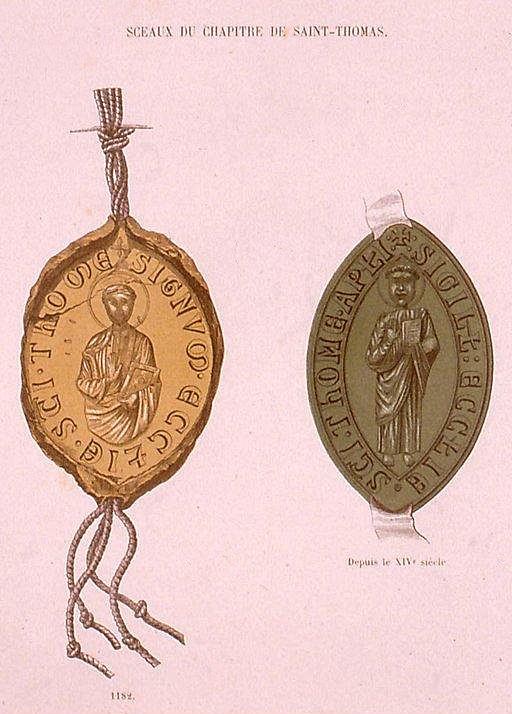
Historische Siegel der Thomasstiftung.

Schottische Mönche gründeten das Kloster St. Thomas 674. Bischof Wilhelm I. von Straßburg wandelte das Kloster 1031 in ein Kollegiatstift für weltliche Kanoniker um. Diese lebten bis Mitte des 12. Jahrhunderts gemeinschaftlich, bevor sie das aufgaben und Stiftsherrenhäuser bezogen. Jedem Stiftsherrn war eine eigene Präbende zugewiesen.
Im März 1523 wurde Wolfgang Capito von Papst Leo X. zum Propst des Kapitels ernannt. Als humanistischer Gelehrter und Prediger schloss er sich der lutherischen Reformation an und 1524 folgte ihm das gesamte Kapitel. Unter seiner Führung und der des Reformators Martin Bucer, seit 1544 Dekan des Kapitels, kamen die Einnahmen des Stifts nun den Pfarrern der Gemeinden St. Thomas, St. Nikolaus und St. Aurelia zugute sowie den Lehrern des Gymnasiums und der 1538 gegründeten Hohen Schule, die 1566 zur Akademie und 1621 zur Universität Straßburg wurde. Das Kapitel, das bereits der größte Grundbesitzer im Elsass war, profitierte weiter davon, dass die Stadt ihm die Güter der säkularisierten Straßburger Klöster 1529 aufgrund einer Vereinbarung mit der Auflage überließ, sie niemals zu veräußern. 1549 erkannte auch der Bischof das an. In der Folgezeit kamen weitere Stiftungen von Privatpersonen und der Stadt hinzu, die alle der Ausbildung junger Menschen gewidmet waren.
Nach der Annexion von Straßburg durch Ludwig XIV. garantierte Artikel 3 der Capitulation accordée par Sa Majesté à la ville de Strasbourg vom 30. September 1681 den Erhalt der protestantischen Universität, der Stiftungen und Kapitel, darunter das von Saint-Thomas, mit all ihren Rechten und Einkünften.
Während der Französischen Revolution erwirkte Christoph Wilhelm von Koch, Kanoniker des Thomasstifts, von der Nationalversammlung die Dekrete vom 17.–24. August 1790, die die Rechte der Protestanten im Elsass bestätigten, und die Dekrete vom 1.–10. Dezember 1790, mit denen der Besitz der protestantischen Einrichtungen von der Säkularisation und Enteignung ausgenommen wurden. Ebenfalls auf Kochs Antrag hin wurde durch ein Dekret vom 20. Juni 1803 (30. Floréal Jahr XI) eine Akademie in Straßburg gegründet und ihr alle Vermögenswerte der ehemals protestantischen Stiftungen zugewiesen. 1808 wurde sie in Séminaire protestant umbenannt. Nach der Annexion des Elsass durch das Deutsche Reich 1871 wurde das Thomasstift neu gegründet.

## Status des Stifts
Die Neugründung des Thomasstifts erfolgte 1873 durch Gesetz des Reichslands Elsaß-Lothringen. Ihm wurde dadurch das bis dahin vom Protestantischen Seminar (Séminaire protestant, auch: Le Stift) verwaltete Vermögen zugewiesen. Diese Rechtsgrundlage gilt nach wie vor. Das Thomasstift besteht dadurch als Juristische Person. Es verwaltet ein beträchtliches Vermögen, das aus landwirtschaftlich genutzten Flächen im unteren Elsass und einem großen Immobilienbestand in Straßburg besteht. Dazu gehören auch zahlreiche Kulturdenkmäler aller Epochen und architektonischen Stile der Region.
Das Thomasstift unterliegt der Aufsicht und Kontrolle des Oberkonsistoriums und des Direktoriums der Église protestante de la Confession d’Augsbourg d’Alsace et de Lorraine (EPCAAL).

## Zusammensetzung des Stifts

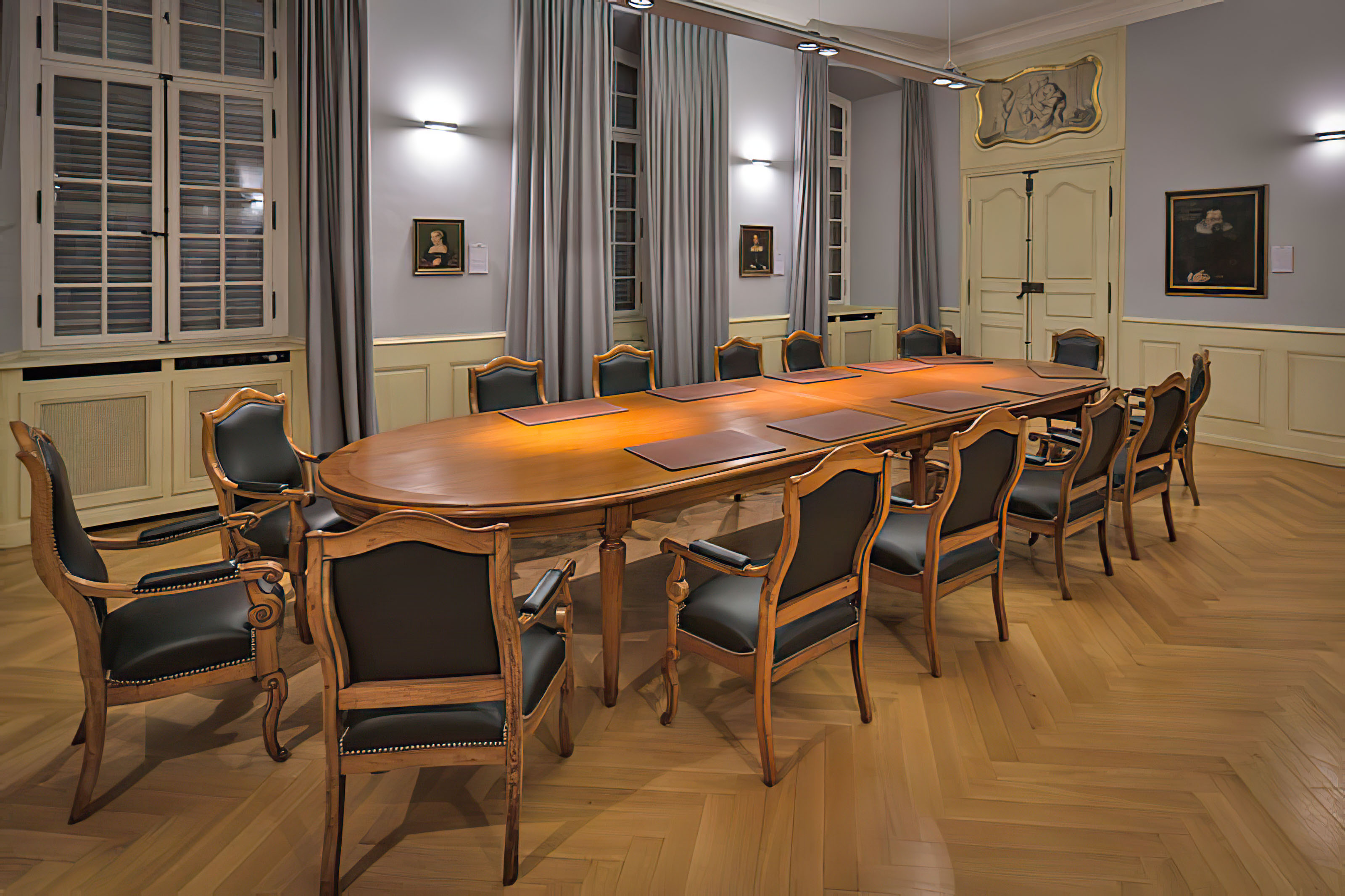
Kapitelsaal des Thomasstifts

Das Kapitel des Thomasstifts besteht aus elf Stiftsherren, die alle protestantisch sind und in Straßburg wohnen.
Acht Personen sind Mitglieder aufgrund von Funktionen, die sie einnehmen. Dazu zählen:
- der Vorsitzende des Direktoriums der EPCAAL,
- der dienstälteste Pfarrer der Gemeinde Saint-Thomas,
- der dienstälteste Pfarrer der Gemeinde Saint-Nicolas,
- der dienstälteste Pfarrer der Gemeinde Sainte-Aurélie,
- die beiden dienstältesten Professoren der protestantischen theologischen Fakultät,
- der dienstälteste Professor der juristischen Fakultät und
- der dienstälteste Professor der geisteswissenschaftlichen Fakultät.

Die übrigen drei Stiftsherren werden ernannt:
- zwei vom Direktorium der EPCAAL auf Vorschlag des Kapitels und einer
- von der Regierung nach Stellungnahme des Kapitels.

Alle sind grundsätzlich Mitglieder auf Lebenszeit, mit Ausnahme des von der Regierung ernannten Stiftsherrn, die ihren Vertreter jederzeit abberufen kann, und der drei Pfarrer, die spätestens mit Erreichen der Altersgrenze für den Eintritt in den Ruhestand ausscheiden. Eine vom Kapitel verabschiedete Geschäftsordnung sieht vor, dass die Kanoniker im Alter von 70 Jahren zurücktreten.
Das Kapitel ernennt einen Verwaltungsdirektor, der früher ehrenamtlich tätig war und heute angestellt ist. Das Thomasstift hat 35 Mitarbeiter.

## Aufgaben des Kapitels

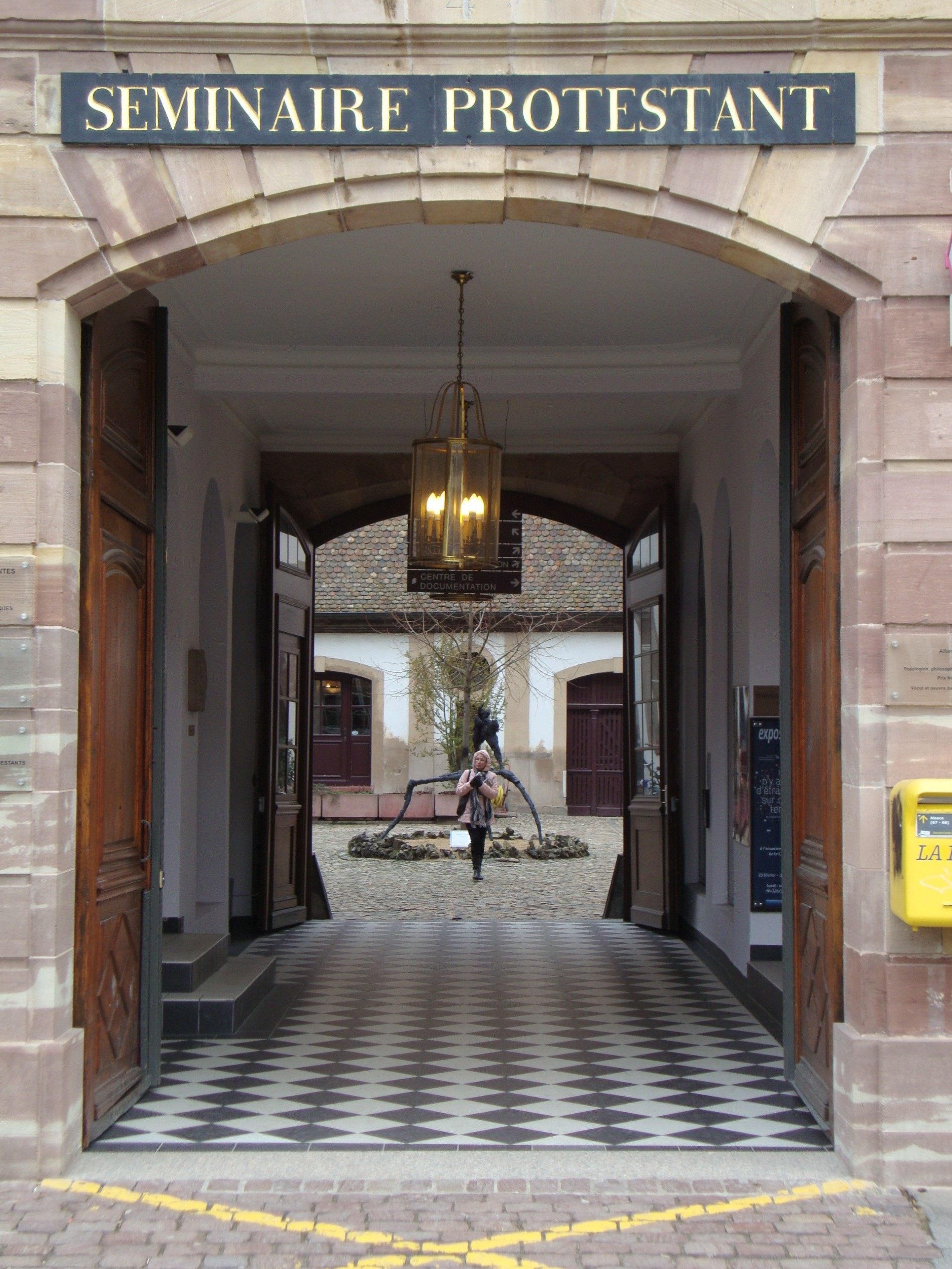
Ehemaliges Séminaire Protestant, heute die Studentenwohnanlage Le Stift

Die Thomasstiftung verwaltet insgesamt 26 Stiftungen. Die drei größten sind die Thomasstiftung selbst, die Fondation de la Haute-École und die Fondation Saint-Guillaume. Aufgabe des Thomasstifts ist heute, wie seit dem 16. Jahrhundert, die Studienförderung.
Die Thomasstiftung (im engeren Sinn) verfügt über die Güter der historischen Thomasstiftung und kommt für den baulichen Unterhalt der Thomaskirche, der St. Nikolaus- und der St. Aurelia-Kirche auf. Darüber hinaus sorgt sie für die Unterbringung des Präsidenten und des Generalsekretärs des Direktoriums der EPCAAL und der Büros der Kirchenverwaltung. Dem Präsidenten und den drei Pastoren, die Mitglieder des Kapitels sind, gewährt sie einen Gehaltszuschlag und sorgt für die Unterbringung der Stiftsherren. Darüber hinaus trägt das Thomasstift mit einer heute nur noch symbolischen Summe zum Gehalt der Professoren der protestantischen theologischen Fakultät der Universität Straßburg bei und gewährt deren Bibliothek Mittel für die Anschaffung von Büchern. Weiter gewährt sie dem Gymnasium Jean Sturm und dem protestantischen Seminar finanzielle Unterstützung und vergibt Stipendien und Unterstützungen für Gymnasiasten und Studenten.
Die Erträge der Stiftung Fondation de la Haute-École und in bescheidenerem Umfang der Fondation Corps des pensions werden verwendet, um das Gymnasiums Jean Sturm zu unterstützen, das ca. 900 Schüler von der 4. bis zur 12. Klasse unterrichtet. Die sehr viel besser ausgestattete Thomasstiftung deckt die strukturelle Unterdeckung dieser Einrichtung.
Die Fondation Saint-Guillaume verwendet ihre Mittel für den Betrieb des Collegium Wilhelmitanum, des protestantischen Seminars.
Weiter betreibt die Thomasstiftung eine Mensa, die bis zu 100.000 Mahlzeiten pro Jahr serviert, gewährt Stipendien, verleiht Universitätspreise, betreibt die Médiathèque protestante, eine Bibliothek im Umfang von 70.000 Bänden mit großen historischen Beständen, darunter 70 Inkunabeln, sie stellt Studierenden Unterkünfte zur Verfügung, darunter im protestantischen Seminar mit 87 Zimmern, dem Foyer Sturm mit 98 Zimmern und in der Aumônerie universitaire protestante mit 26 Zimmern.